# Kulcsár-Székely Attila
Kulcsár-Székely Attila (Marosvásárhely, 1972. július 8. –) magyar színész.

## Életpályája
Marosvásárhelyen született, 1972. július 8-án. A Bolyai Gimnáziumban érettségizett, majd 1988  és 1992 között segédszínészként dolgozott a Marosvásárhelyi Nemzeti Színháznál. 1996-ban kapta meg színészi diplomáját a Marosvásárhelyi Színművészeti Akadémián, és abban az évben a Szatmárnémeti Északi Színházhoz szerződött. 2004-től a tatabányai Jászai Mari Színház, majd 2005-től a nyírbátori Talán Színház foglalkoztatta. 2007-től szülővárosában az Erdély Fm rádió hírigazgatója és szerkesztője volt, mellette játszott a marosvásárhelyi Yorick Stúdió színpadán és az aradi Kamaraszínháznál. 2008-ban Borbély László fejlesztési, középítkezési és lakásügyi miniszter tanácsadója és irodavezetője volt. 2009-től a székelyudvarhelyi Tomcsa Sándor Színházhoz szerződött. 2017-ben játszott a miskolci Csodamalom Bábszínházban. 2020-2023 között a Veszprémi Petőfi Színház társulatának tagja volt.

## Fontosabb színházi szerepei
- William Shakespeare: Ahogy tetszik... Második nemes úr; Corinnus, pásztor
- William Shakespeare: Falstaff... Főbíró; Zarándok I.
- Molière: Tartuffe... Lőrinc, Tartuffe inasa
- Molière: Scapin furfangjai... Carle; Rendőr; Török
- Nyikolaj Vasziljevics Gogol: Háztűznéző... Sztarikov, kereskedő a vásárcsarnokban
- Anton Pavlovics Csehov: Cseresznyéskert... Egy vándorlegény
- Henrik Ibsen: Nóra... Rank doktor
- Daniel Keyes: Virágot Algernonnak... Charlie Gordon (monodráma)
- Georges Feydeau: Fel is út, le is út!... Bouzin
- Frank Wedekind: A tavasz ébredése... Gábor úr
- Alexander Breffort – Marguerite Monnot: Irma, te édes!... Elnök; Utazó
- Anthony Marriott – Alistair Foot: Csak semmi szexet, kérem, angolok vagyunk... Paul főfelügyelő
- Arnold Wesker: A konyha... Séf
- Billy Wilder: Senki sem tökéletes, avagy nincs aki hidegen szereti... Rendőrfőnök
- Szigligeti Ede: Liliomfi... Társulati tag
- Bródy Sándor: A tanítónő... Bérlő; Postás
- Molnár Ferenc: Egy, kettő, három... Colleon
- László Miklós: Illatszertár... Rendőr
- Móricz Zsigmond: Búzakalász... Báró
- Örkény István: Tóték... A Lajt tulajdonosa
- Görgey Gábor: Örömállam... Lila úr (azaz Tihamér)
- Egressy Zoltán: Portugál... Kocsmáros
- Pozsgai Zsolt: Liselotte és a május... Karl (Liselotte régi osztálytársa); Ludwig (könyvelő); Henrik; Heinrich (a vízvezeték-szerelő); Roland (a költő); Fekete szmokingos férfi
- Tasnádi István: Paravarieté... Idegen
- Szákás Tóth Péter: Mihasznák... Bíró; Ördög II.
- Békediktátum Trianon 100... szereplő
- Pilinszky 100... szereplő
- Szálinger Balázs: Köztársaság... szereplő
- Lőkös Ildikó – Kálloy Molnár Péter: A mindenség elmélete... Frank Hawking, Stephen apja
- Ábrahám Pál: Viktória... II. Kínai úr; János főlakáj; Gyógyszerész
- Huszka Jenő – Martos Ferenc: Lili bárónő... Becsey, tiszttartó
- Eisemann Mihály – Éri-Halász Imre – Békeffi István: Egy csók és más semmi... Vrabec
- Terülj, terülj, asztalkám!... Nagyobb
- Grimm fivérek: Csipkerózsika... Szakács
- Weöres Sándor: A Holdbeli csónakos... Kínai császár; Börtönőr; Memnon; Hóhér
- Csukás István – Janik László – Varga Bálint: Keménykalap és Krumliorr... Igazgató; Zöldséges
- Bozsó József – Kocsák Tibor: Hagymácska... Uborkatona; Citroller
- Karácsony Benő: Rút kiskacsa... Igazgató
- Thuróczy Katalin – Csurulya Csongor: Mátyás mesék... János, szolga
- Tömöry Márta – Korcsmáros György: Csizmás Kandúr... szereplő
- Hedry Mária – Radványi Balázs: Kukamese... Elemér, elhasznált elem
- Horváth Péter – Presser Gábor – Sztevanovity Dusán: A padlás... Lámpás, szellem, 670 éves
- Lévay Szilveszter – Michael Kunze: Mozart.... Császár
- Topolcsányi Laura – Szomor György: Petőfifjú.... Simon színész; From; Deézsy; Vahot; Lajos barát; Kozma; Petőfi István

## Önálló est
- Wass Albert: Mustármag
- Nyirő József: Halhatatlan élet

## Filmek, tv
- Budakeszi srácok (2006)
- The Perfect Mistress (2011)